# Кете Колльвіц
Кете Колльвіц (нім. Käthe Kollwitz; 8 липня 1867, Кенігсберг — 22 квітня, 1945, Моріцбург біля Дрездена, Саксонія) — німецька художниця, графік і скульпторка зламу XIX—XX століть. Пацифістка.

## Життєпис
Народилась у Східній Пруссії, в місті Кенігсберг у Карла (1825—1889) та Катерини Шмідт (1837—1925). Карл вивчав право, але за ліві політичні погляди постраждав і під політичним тиском був вимушений працювати будівничим. Дитинство Кете пройшло в Кенігсберзі, де вона мешкала з батьками з 1867 по 1885 рр. З 1881 року почала опановувати художні техніки у гравера Рудольфа Мауера, живопис та гравюру у художника Густава Науджока. Перші графічні твори Кете належать до 1885-86 рр.
Художнє навчання продовжила в Берліні, але повернулася до Кенігсберга, де навчалася в місцевій художній академії. Перебралася до Мюнхена, де навчалася до 1889 р. (її вчитель — Людвіг фон Гертеріх). Серед художніх авторитетів молодої художниці — символіст-віртуоз, салонний художник Макс Клінгер.
1891 року вступила в шлюб з Карлом Кольвіцем, лікарем, що отримав посаду в робітничій касі, і пара оселилася в північному районі Берліна, де мешкали представники прусського пролетаріату, найбільш пригнобленого в тогочасній країні. Там Кольвіци мешкали багато років, Кете народила двох синів. Тож Кете Кольвіц добре знала драматичне життя бідняцького району.

## Графічний цикл «Повстання ткачів»

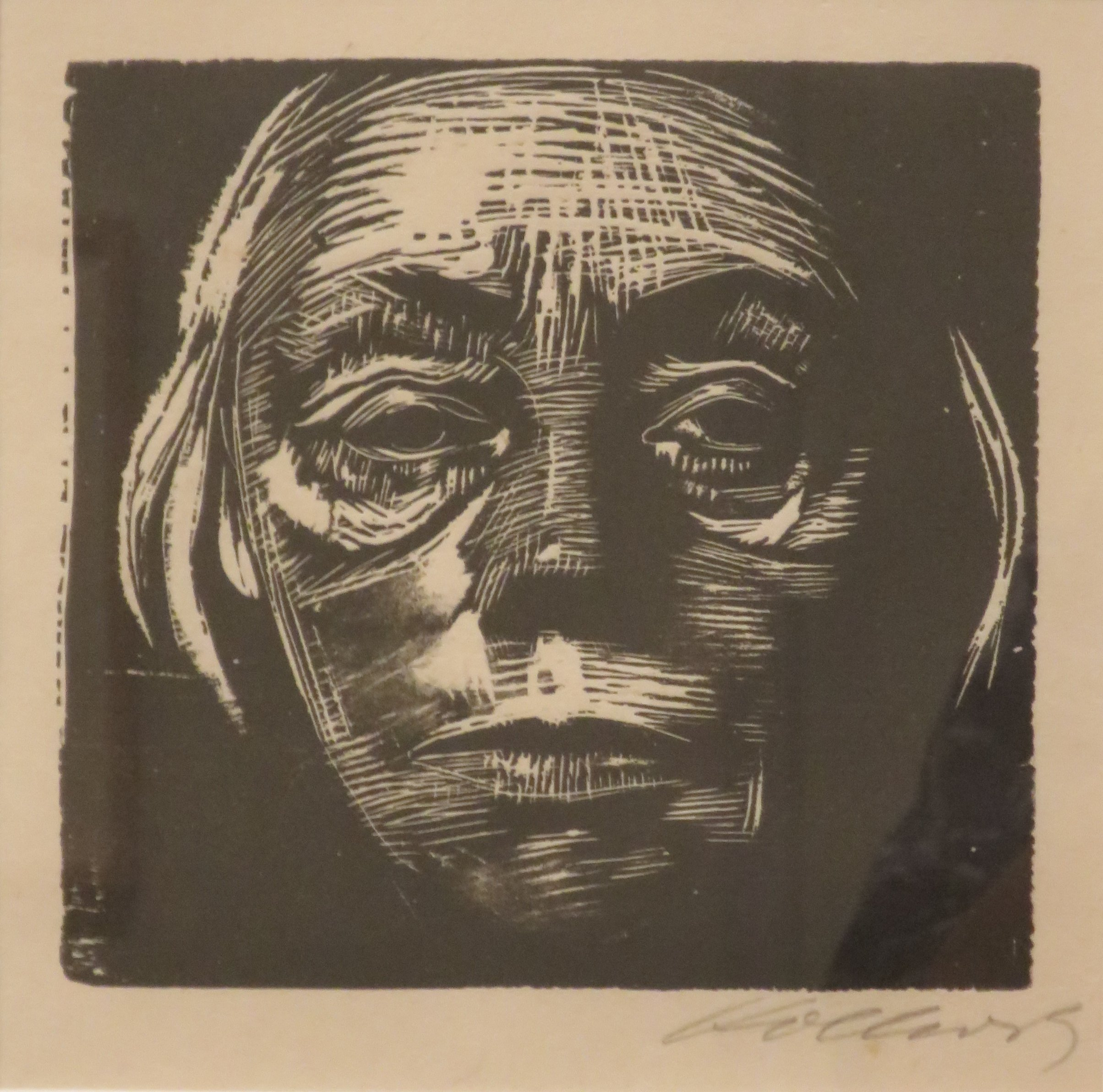
Автопортрет, дереворит 1923 р.

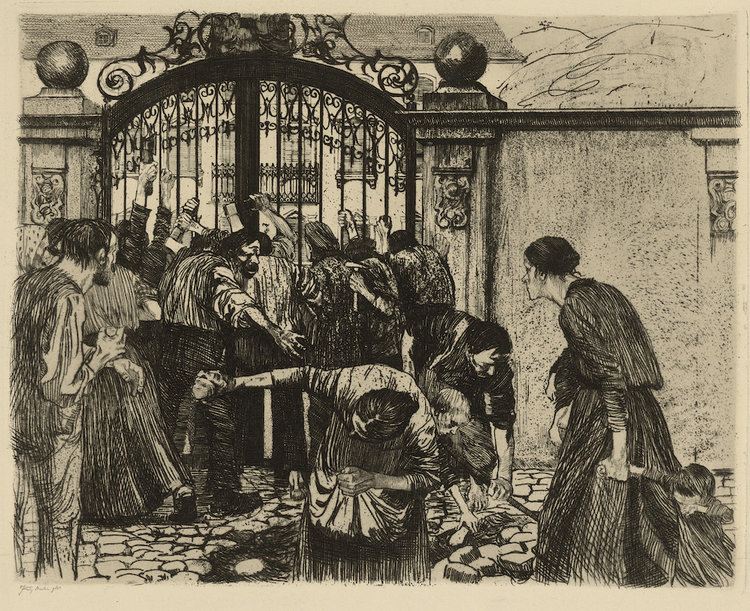
«Біля воріт магнатського парку», 1897, серія «Повстання ткачів»

У лютому 1893 р. Кете Кольвіц бачила генеральну репетицію п'єси Гауптмана «Ткачі». Гостросоціальна вистава про стан пригноблених була такою сміливою, що поліція Берліна заборонила театру її публічний показ і твір зняли з репертуару. Кольвіц, під враженням від вистави і її цензурної заборони, розпочала новий графічний цикл, що став і продовженням забороненої вистави, і ілюстраціями до драми Гауптмана. Кольвіц почала самостійно вивчати тему і як історичний свідок, і як художниця. Праця над серією розтяглася на п'ять років (1893—1898). Чотири роки вона витратила на підготовку, бо недостатньо знала техніку офорту. Перші аркуші серії виконані в техніці чорно-білої літографії, останні — в техніці офорту. Майстриня йде за сюжетом, назви аркушів кажуть самі за себе:
- «Нужда»
- «Смерть жінки-матері»
- «Нарада»
- «Хода зі скаргою»
- «Штурм» (штурм вілли фабриканта або «Біля воріт магнатського парку»)
- «Поразка» або «Кінець».

Їх проблеми — голодні діти, хвороби і смерть близьких, сироти, безгрошів'я, відчай.

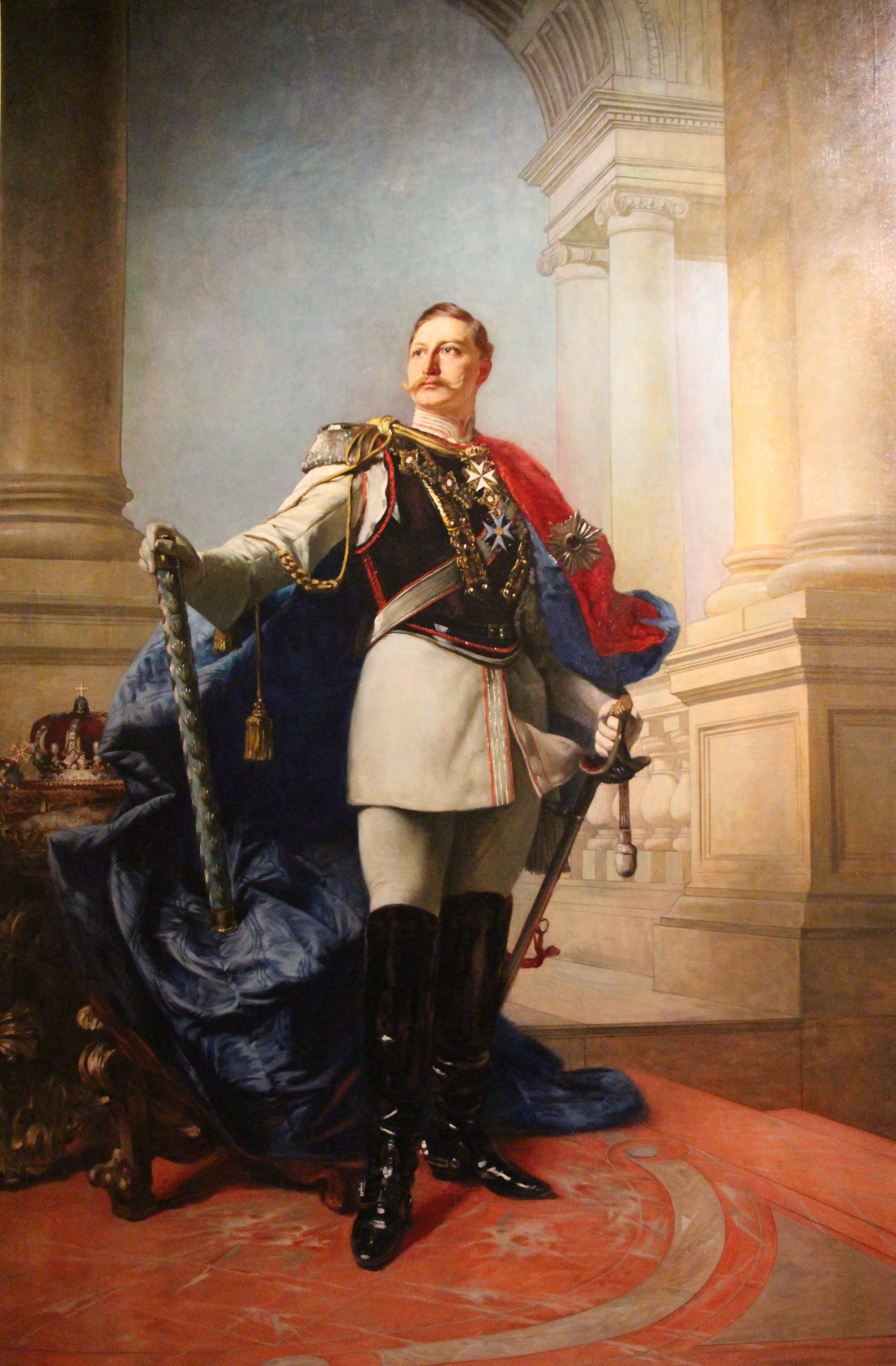
Кайзер Вільгельм II

Майстриня в серії подає саме тих, кого і довічно будуть утримувати в пазурах трагедії невдах, що бідкаються поза ґратами приватних парків багатіїв. В її аркуші «Біля воріт парку» розгнівані, доведені до відчаю повсталі грюкають у зачинену браму, викопують бруківку, беруться до штурму заміської резиденції фабриканта, що не побажав вислухати знедолених. Аркуш ясно подав політичні позиції Кольвіц, її прихильність в непримиренному конфлікті сторін.
Вагання мисткині викликав кінець серії. Вона навіть намагалася створити символічний аркуш з величною жінкою-алегорією з мечем над закривавленою постаттю Христа. Той уособлював собою народ Німеччини, аркуш же мав на меті — можливу суспільну згоду гнобителів і пригноблених. Алегорія, що вийшла штучною і нещирою, настільки контрастувала з суворим, гнівним реалізмом серії, що художниця відкинула її. В остаточну серію вона її не подала.
Кете Кольвіц насмілилися показати остаточну серію з шести аркушів «Повстання ткачів» на виставці 1898 року в Берліні. Художник Адольф Менцель був настільки вражений гравюрами молодої мисткині, що запропонував дати їй малу золоту медаль. На заваді став сам кайзер Вільгельм II Гогенцоллерн, що побачив в аркушах справжню небезпеку для престижу його держави, та для тогочасного мистецтва. Влучно сказав навіть про портрет і особу кайзера якийсь французький генерал — «То не портрет, то — наказ про війну».

## Лихі десятиліття

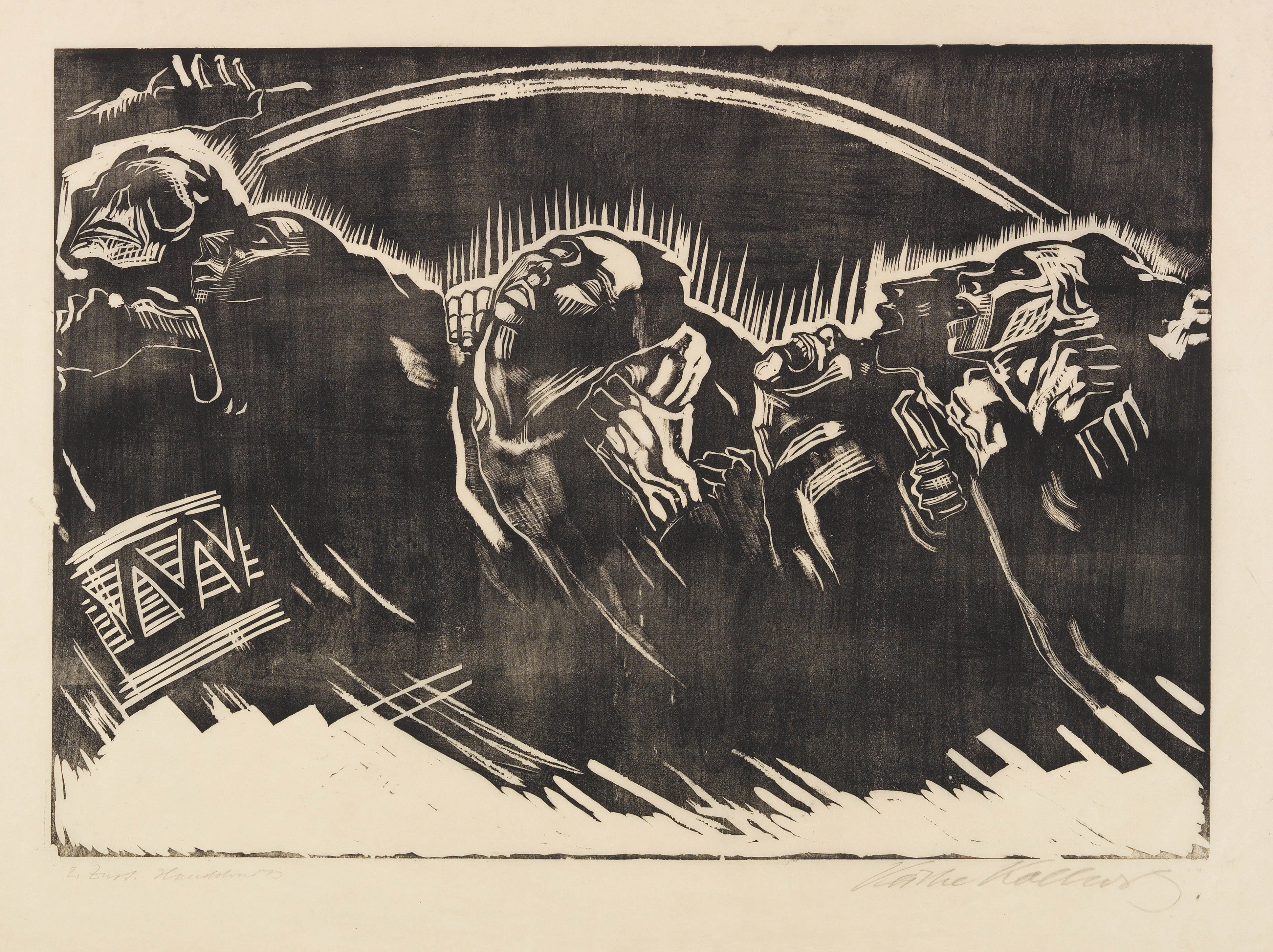
Волонтери. Дереворит, 1923 р.

Кете Кольвіц не належала до конкретних політичних партій, але її політичні позиції були близькі до соціал-демократії. На події політичного убивства Карла Лібкнехта вона відгукнулася гравюрами. Відправила на фронт старшого сина Петера і пережила його смерть. Її антивоєнні позиції після цього тільки зміцніли. З 1910 років мисткиня навернулася до скульптури, де головними темами стануть материнство та відчай матерів, що пережили смерть власних дітей. Її стилістика наближена до стилю німецького скульптора Ернста Барлаха. У роки німецької революції і зречення від влади Вільгельма II — Кете Кольвіц оберуть професором, вона стане першою жінкою-художником в Пруській академії мистецтв. Посаду професора вона вимушено покине після приходу до влади німецьких фашистів у 1933 р.
У роки влади нацистів твори художниці були викинуті зі збірок Прусської академії мистецтв, а решта — заборонена для показу.

## Останні роки
Кете Кольвіц доживала віку в Саксонії. Притулок їй надав князь Ернст Генріх Саксонський. Вона мешкала в містечку Моріцбург біля Дрездена, де і померла наприкінці Другої світової війни.
У Німеччині засновано три музеї Кете Кольвіц — у містах Кельні, Дрездені та Берліні.

## Художня манера

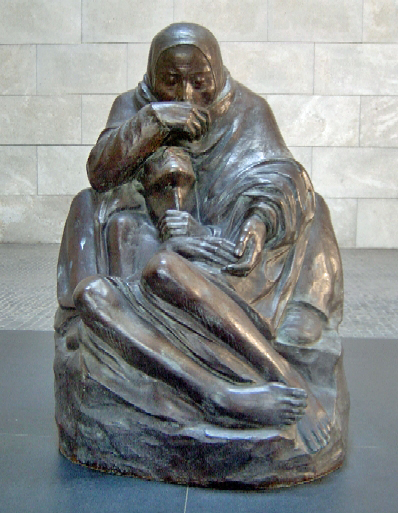
К. Кольвіц. «Мати оплакує смерть сина», («П'єта»)

Ліві погляди майстрині зміцніли в північному районі Берліна, де мешкав пролетаріату. Наприкінці 1930-х Кете Кольвіц була занадто стара і скептична, щоби дати себе обдурити і підпасти під впливи націонал-соціалістів Гітлера та змінити власні переконання. Німецька дійсність з її кричущими протиріччями, руйнівними змінами політичних курсів різних політиків — не давала підстав для оптимізму.
Мистецтво Кете Кольвіц було досить далеким від позитиву та гедонізму, бо вона була свідком багатьох політичних катастроф і смертей (придушення повстань, поразки Німеччини в Першій світовій війні (пережила смерть власного сина на фронті), знала розчарування в соціальних експериментах, повоєнну політичну і економічну депресію між двома світовими війнами. Але Кете Кольвіц серед тих, хто не емігрував з країни. Вона — майстер антивоєнного спрямування, яке могли розцінити як антипатріотизм на хвилі німецького націоналізму. Вона — особа драматичного світогляду при збереженні гуманістичних ідеалів і співчуття до пригноблених, що не переходила межі і не впадала у повну зневіру чи мізерабілізм. Кете Кольвіц належала до групи Вільний сецесіон, що виділилася в 1914 році з Берлінського сецесіону та проіснував до 1924 року.

## Пам'ять
- 8827 Кольвіц — астероїд, названий на честь митця.